# Consolida schlagintweitii
Consolida schlagintweitii és una espècie de plantes amb flors del gènere dels esperons de la família de les ranunculàcies.

## Descripció
Consolida schlagintweitii és una planta alta amb la tija ramificada, glabrescent per sota, pubescent per sobre, alguns pèls amb la base inflada i groga. Les seves fulles són caulinars subsèssils, multipartides amb segments lineals, 10-30 x 0,5-1,5 mm, més o menys estrigulosa. Les bràctees inferiors similars a fulles i les bràctees superiors senceres, subulades, de més o menys 5 mm de llargada. Els raïms són força densos amb poques flors, amb pèls curts, rígids, principalment retrors. Els seus pedicels fan entre 1 a 1,5 cm de llarg, suberectes, allargats a 5 cm del fruit. Les seves bractèoles fan entre 2,5 a 3 mm, immediatament a sota de la flor. Els seus sèpals fan de 6-7 mm, de color violeta fosc, oblongs a ovats, amb urpes, esperons més o menys rectes, de 6-7 mm de llarg, 1,5 mm de gruix a la base, estrigulosos, sèpals laterals glabres excepte per l'urpa ciliat, sèpals inferiors ovats, aguts-pubescents tots acabat. Els seus pètals són trilobulats d'11 mm d'ample, el lòbul mitjà és de 3 mm de llarg bilobulat i els lòbuls laterals estan estesos. Els seus fol·licles fan 10 x 3,5 mm, oblongs, més o menys aplanats, densament peluts. Els seus estils fan més o menys 1 mm de llarg.

## Distribució i hàbitat
Consolida schlagintweitii és endèmica del Pakistan, concretament creix a la província del Caixmir, a Balti a prop de Skardu, entre els 2300 i 2500 m.

## Taxonomia
Consolida schlagintweitii va ser descrita per (Huth) Munz i publicat a Journal of the Arnold Arboretum 48: 191, a l'any 1967.
Etimologia
Vegeu:Consolida
schlagintweitii : epítet
Sinonímia
- Delphinium schlagintweitii Huth